# 정두홍
정두홍(1966년 12월 14일 ~ )은 대한민국의 무술감독이자 배우이다.

## 생애
충청남도 부여에서 7남매 중 막내로 태어났으며, 1985년 인천전문체육대학 체육특기생으로 입학하였다. 고등학교 1학년 때 태권도를 비롯한 무술을 배워 액션배우의 꿈을 키웠고, 무술감독 김영모 문하에서 수련한 후 1989년 스턴트맨으로 데뷔하였다. 《더블 에이치 멀티짐》의 대표이사를 맡고 있다.
그는 태권도 4단, 합기도 5단, 격투기, 유도, 킥복싱, 검도, 복싱의 실력을 갖추고 있으며 프로 복싱에도 출전하여 2전 2승을 기록하기도 했다.
그는 1990년 <장군의 아들>에서 스턴트맨으로 본격 영화계 입문하여, 1992년 <시라소니>에서 첫 무술감독을 데뷔하였다. 1996년 MBC 연기대상 공로상 수상했으며, 스턴트맨 교육기관인 서울액션스쿨의 설립자이다. 신인왕전에 도전할 만큼 실력을 인정받은 프로복서이며, 체인을 확장 중인 종합스포츠센터 '더블H'의 공동대표를 역임하고 있다. 2004년 <아라한 장풍 대작전>의 악역으로 비중이 있는 역할을 처음 맡았고, <짝패>를 통해 주연배우로 성장하였다.

## 출연작 & 무술감독

### 영화
- 《공작조: 현애지상》 (2021년) ... 무술
- 《봉오동 전투》 (2019년) ... 해철 대역
- 《난폭한 기록》 (2019년) ... 강기만 역 / 공동제작
- 《인랑》 (2018년) ... 무술
- 《군함도》 (2017년) ... 무술
- 《그래, 가족》 (2017년) ... 무술
- 《밀정》 (2016년) ... 무술
- 《제7기사단》 (2015년) ... 무술감독
- 《베테랑》 (2015년) ... 무술
- 《흑산도》 (2014년) ... 기만 역 (주연)
- 《해무》 (2014년) ... 무술
- 《군도: 민란의 시대》 (2014년) ... 과거 마향 남편 역 (단역) / 무술
- 《더 엑스》 (2013년) ... 무술
- 《화이: 괴물을 삼킨 아이》 (2013년) ... 무술
- 《지.아이.조 2》 (2013년) ... 무술지도 / 스턴트
- 《전설의 주먹》 (2013년) ... 무술지도
- 《베를린》 (2013년) ... 무술감독
- 《푸른 소금》 (2011년) ... 무술
- 《몽골》 (2011년) ... 무술감독
- 《부당거래》 (2010년) ... 무술
- 《해결사》 (2010년) ... 무술
- 《악마를 보았다》 (2010년) ... 무술
- 《이끼》 (2010년) ... 무술
- 《타임리스》 (2009년) ... 두홍 역 (주연) / 무술감독
- 《전우치》 (2009년) ... 무술
- 《마더》 (2009년) ... 무술
- 《신기전》 (2008년) ... 무술감독
- 《우린 액션배우다》 (2008년) ... uncredited, 본인 역
- 《다찌마와 리: 악인이여 지옥행 급행열차를 타라!》 (2008년) ... 마적단 보초 1 역 (우정출연) / 무술감독
- 《좋은 놈, 나쁜 놈, 이상한 놈》 (2008년) ... 무술감독
- 《강철중》 (2008년) ... 무술연출
- 《컴 백》 (2007년) ... 감독
- 《바운서》 (2007년) ... 연출
- 《호랑이라 불리우는 사나이》 (2007년) ... 정태수 역 (주연)
- 《죽어도 해피엔딩》 (2007년) ... 두홍 역 (특별출연)
- 《황진이》 (2007년) ... 무술지도
- 《1번가의 기적》 (2007년) ... 명란 부 역 (조연) / 지도
- 《중천》 (2006년) ... 무술연출
- 《뚝방전설》 (2006년) ... 무술감독
- 《한반도》 (2006년) ... 무술감독
- 《짝패》 (2006년) ... 정태수 역 (주연) / 무술 / 공동제작
- 《남자니까 아시잖아요?》 (2005년) ... 회사원 1 역 (조연) / 무술연출
- 《혈의 누》 (2005년) ... 무술팀
- 《달콤한 인생》 (2005년) ... 무술감독
- 《주먹이 운다》 (2005년) ... 무술감독
- 《공공의 적 2》 (2005년) ... 무술감독
- 《역도산》 (2004년) ... 무술감독
- 《아라한 장풍 대작전》 (2004년) ... 흑운 역 (조연) / 무술연출
- 《바람의 파이터》 (2004년) ... 범수 역 (단역)
- 《죽탱이를 돌려라!》 (2003년) ... 최작가 역 (주연)
- 《데우스 마키나》 (2003년) ... 무술감독
- 《태극기 휘날리며》 (2003년) ... 대좌 참모 역 (우정출연) / 무술감독
- 《실미도》 (2003년) ... 무술연출
- 《영어완전정복》 (2003년) ... 테러리스트 역 (우정출연) / 무술지도
- 《내츄럴 시티》 (2003년) ... 싸이퍼 역 (조연) / 무술감독
- 《튜브》 (2003년) ... 무술연출
- 《사진》 (2002년) ... 아버지 역
- 《YMCA 야구단》 (2002년) ... 무술감독
- 《성냥팔이 소녀의 재림》(2002년) ... 오비련 역
- 《오버 더 레인보우》 (2002년) ... 무술연출
- 《챔피언》 (2002년) ... 이상봉 역 / 무술연출
- 《피도 눈물도 없이》 (2002년) ... 침묵맨 역 / 무술연출
- 《서울》 (2002년) ... 무술팀
- 《공공의 적》 (2002년) ... 무술감독
- 《이것이 법이다》 (2001년) ... 무술감독
- 《흑수선》 (2001년) ... 무술감독
- 《무사》 (2001년) ... 무술감독
- 《은행나무 침대 2: 단적비연수》 (2000년) ... 무술
- 《리베라 메》 (2000년) ... 무술팀
- 《시월애》 (2000년) ... 무술팀
- 《킬리만자로》 (2000년) ... 무술감독
- 《반칙왕》 (2000년) ... 메인 심판 역 / 무술연출
- 《춘향뎐》 (2000년) ... 무술감독
- 《유령》 (1999년) ... 무술감독
- 《쉬리》 (1999년) ... 무술감독
- 《태양은 없다》 (1998년) ... 무술감독
- 《남자의 향기》 (1998년) ... 무술감독
- 《퇴마록》 (1998년) ... 무술감독
- 《세븐틴》 (1998년) ... 무술감독
- 《토요일 오후 2시》 (1998년) ... 무술감독
- 《할렐루야》 (1997년) ... 무술감독
- 《비트》 (1997년) ... 무술감독
- 《그들만의 세상》 (1996년) ... 스턴트
- 《본 투 킬》 (1996년) ... 조직원 역 / 무술연출
- 《나에게 오라》 (1996년) ... 무술연출
- 《런어웨이》 (1995년) ... 무술감독
- 《테러리스트》 (1995년) ... 무술지도
- 《리허설》 (1995년) ... 무술감독
- 《게임의 법칙》 (1994년) ... 무술감독
- 《야망의 대륙》 (1993년)
- 《복수혈전》 (1992년)
- 《시라소니》 (1992년) ... 무술팀
- 《김의 전쟁》 (1992년) ... 무술연기 역
- 《가진것 없소이다》 (1992년)
- 《장군의 아들 2》 (1991년) ... 돈 뺏기는 청년 역
- 《꼭지딴》 (1990년)
- 《장군의 아들》 (1990년) ... 액션연기 역
- 《똘똘이 소강시》 (1988년)

### 드라마
- MBC 《최승희》 (1995년) ... 스턴트
- MBC 《MBC 베스트극장 263회 - 우리들의 쪼그라진 영웅》 (1997년) ... 무술지도
- SBS 《모델》 (1997년) ... 스턴트
- MBC 《복수혈전》 (1997년) ... 무술감독
- MBC 《시트콤 남자 셋 여자 셋》 (1997년) ... 단역
- MBC 《MBC 베스트극장 298회 - 정아 이야기》 (1998년) ... 스턴트
- SBS 《백야 3.98》 (1998년) ... 124 부대 역
- SBS 《시트콤 LA아리랑》 (1998년) ... 단역
- MBC 《왕초》 (1999년) ... 무술감독
- SBS 《고스트》(1999년) ... 무술감독
- MBC 《허준》 (1999년) ... 스턴트
- MBC 《시트콤 세 친구》 (2000년)
- MBC 《MBC 베스트극장 392회 - 엘리베이터에 낀 그 남자는 어떻게 되었나》 (2000년) ... 스턴트
- MBC 《네 멋대로 해라》(2002년) ... 양찬석 역
- SBS 《정》 (2002년) ... 무술감독
- KBS 1TV 《무인시대》 (2003년) ... 미조이 역 / 무술감독
- MBC 《다모》(2003년) ... 학철 역
- SBS 《올인》 (2003년) ... 무술감독
- KBS 2TV 《해신》 (2004년) ... 무술감독
- MBC 《슬픈 연가》 (2005년) ... 무술감독
- MBC 《신입사원》 (2005년) ... 무술감독
- SBS 《건빵선생과 별사탕》 (2005년) ... 무술감독
- KBS 1TV 《서울 1945》 (2006년) ... 무술감독
- KBS 2TV 《투명인간 최장수》 (2006년) ... 무술연출
- MBC 《히트》(2007년) ... 버팔로 역 / 무술감독 (특별출연)
- KBS 2TV 《대왕 세종》 (2008년) ... 이성계 역 (특별출연)
- KBS 2TV 《천추태후》 (2009년) ... 무술감독
- SBS 《태양을 삼켜라》 (2009년)
- KBS 2TV 《도망자 플랜 B》 (2010년) ... 괴한 역
- KBS 1TV 《근초고왕》 (2010년) ... 무술지도
- SBS 《시크릿 가든》 (2010년) ... 무술감독
- SBS 《싸인》 (2011년) ... 무술감독
- MBC 《최고의 사랑》(2011년) ... 무술감독 역 (특별출연)
- MBC 《트라이앵글》 (2014년) ... 무술감독
- KBS 2TV 《힐러》 (2014년) ... 무술감독
- SBS 《육룡이 나르샤》(2015년) ... 홍륜 역 (특별출연)
- 넷플릭스 《센스8》 (2015년) ... 스턴트 코디네이터 KR
- 웹드라마 《통 메모리즈》 (2016년) ... 정우 아버지 역 (특별출연)
- MBC 《군주 - 가면의 주인》 (2017년) ... 이범우 역 (특별출연) / 무술감독
- MBC 《병원선》 (2017년) ... 무술감독
- MBC 《투깝스》 (2017년) ... 무술감독
- SBS 《여우각시별》 (2018년) ... 무술감독
- SBS 《복수가 돌아왔다》 (2018년) ... 무술 감독
- MBC 《특별근로감독관 조장풍》 (2019년) ... 무술감독

### 게임
- 철권 시리즈 ... 에디 골도 역
- 발리언트 ... 액션디렉터
- 태극팬더 ... 모션 캡처

### 방송
- 《개그콘서트》 (2006년, KBS 2TV) 2006년 성탄특선 게스트
- 《세바퀴》 49회 (2010년, MBC)
- 《공감토크쇼 놀러와》 379회 (2012년, MBC)
- 《백지연의 피플 INSIDE》 309회 (2013년, tvN)
- 《토크클럽 배우들》 7회 (2013년, MBC)
- 《일요일이 좋다 - 런닝맨》 150회 : 런닝맨 어벤져스 (2013년, SBS)
- 《무한도전》 413회 : 나는 액션 배우다 (2015년, MBC)
- 《정글의 법칙 in 솔로몬》 (2015년, SBS)
- 《SNL 코리아 (시즌 6)》 (2015년, tvN)
- 《레이디 액션》 (2015년, KBS 2TV)
- 《1 대 100》391회 (2015년, KBS 2TV)
- 《마이 리틀 텔레비전》(2015년, MBC)
- 《일요일이 좋다 - 런닝맨》 271회 : 100대 100 (2015년, SBS)
- 《비디오스타》 78회 (2018년, MBC)
- 《영재 발굴단》 160회 (2018년, SBS)
- 《어쩌다 어른》 158회 (2018년, OtvN)
- 《전설의 빅 피쉬》 (2019년, SBS)
- 《집사부일체》 70 ~ 71회 (2019년, SBS)
- 《박선영의 씨네타운》 (2019년, SBS 파워FM)
- 《섹션TV 연예통신》 968회 (2019년, MBC)
- 《방구석 1열》 63회 (2019년, JTBC)

### 광고
- 모토로라 모토클래식 - 류승완의 리얼액션 편 (With 류승완 등) (2009년)
- 엠게임 발리언트 (2010년)
- 쿤룬코리아 태극팬더 (2015년)

### 뮤직비디오
- 드래곤플라이 - 사진 (류승완 연출) (2002년)

## 수상
- 1996년 MBC 연기대상 TV스턴트부문 공로상
- 2004년 제12회 춘사대상영화제 올해의 남우조연상 《바람의 파이터》
- 2005년 제28회 황금촬영상 심사위원 특별상
- 2008년 제7회 대한민국영화대상 시각효과상
- 2009년 피스스타컵 올해의 MVP
- 2013년 제2회 에이판 스타 어워즈 공로상
- 2013년 제14회 부산영화평론가협회상 기술상